# Yanhe (sockenhuvudort i Kina, Sichuan Sheng, lat 32,55, long 106,34)
Yanhe (kinesiska: 盐河) är en sockenhuvudort i Kina. Den ligger i provinsen Sichuan, i den sydvästra delen av landet, omkring 300 kilometer nordost om provinshuvudstaden Chengdu. Antalet invånare är 3 128. Befolkningen består av 1 515 kvinnor och 1 613 män. Barn under 15 år utgör 23,0 %, vuxna 15-64 år 61 %, och äldre över 65 år 14,0 %.
Runt Yanhe är det ganska tätbefolkat, med 155 invånare per kvadratkilometer. Närmaste större samhälle är Maobahe, 15,1 km norr om Yanhe. I omgivningarna runt Yanhe växer i huvudsak blandskog.
Genomsnittlig årsnederbörd är 1 312 millimeter. Den regnigaste månaden är juli, med i genomsnitt 346 mm nederbörd, och den torraste är december, med 2 mm nederbörd.